# Dolor (Van Gogh)
Dolor és un dibuix de Vincent van Gogh realitzat al 1882. Aquesta obra fou creada dos anys després que van Gogh decidís convertir-se en artista. El dibuix representa una dona embarassada de 32 anys, Clasina Maria Hoornik, coneguda com a "Sien". Dolor és reconegut com una obra mestra del dibuix, la culminació d'un llarg procés d'aprenentatge tècnic per part de Van Gogh. El dibuix pertany a la col·lecció Garman Ryan exhibida a la Nova Galeria Walsall d'Art. Abans pertanyia a la col·lecció de l'artista Sally Ryan, que tingué el quadre penjat a la seua suite de l'Hotel Dorchester de Londres.
Forma part d'una sèrie de treballs en què van Gogh tingué Sien Hoornik de model.
El dibuix és esmentat en algunes cartes de van Gogh. Tenia una alta opinió d'aquest dibuix: el descrivia com «la millor figura que he dibuixat». En una carta de juliol de 1882, van Gogh escriu: «Vull fer dibuixos que commoguen la gent. Dolor és un inici […] hi ha almenys alguna cosa que ve directament del meu cor».

## Relació amb Sien
Van Gogh conegué a Sien Hoornik vagant pels carrers de La Haia amb la seua filla Maria Wilhelmina de 5 anys el gener de 1882. Hoornik estava en la indigència, embarassada, tenia problemes d'alcoholisme i sembla que es dedicava a la prostitució. Van Gogh cuidà de Hoornik entre 1882 i 1883. Des de la perspectiva de Hoornik, aquesta relació no sembla haver estat més que una solució en una situació molt difícil. Malgrat això, es creu que van Gogh arribà a pensar a casar-s'hi. En resum, van Gogh acollí a Hoornik i a canvi ella feu de model per a ell.
El juliol del 1882 Hoornik donà a llum un nen, Willem, en la Maternitat de Leiden. Després del naixement ella i van Gogh es mudaren a un departament amb estudi. Pel que sembla, fou un període de felicitat en la vida de van Gogh. A principis de 1883 Hoornik començà a beure novament i a exercir la prostitució, i es deteriorà la seua relació. Van Gogh al setembre de 1883 marxà per prosseguir la seua carrera. El 1904 Clasina Maria Hoornik se suïcidà llançant-se al riu Escalda, a Rotterdam.

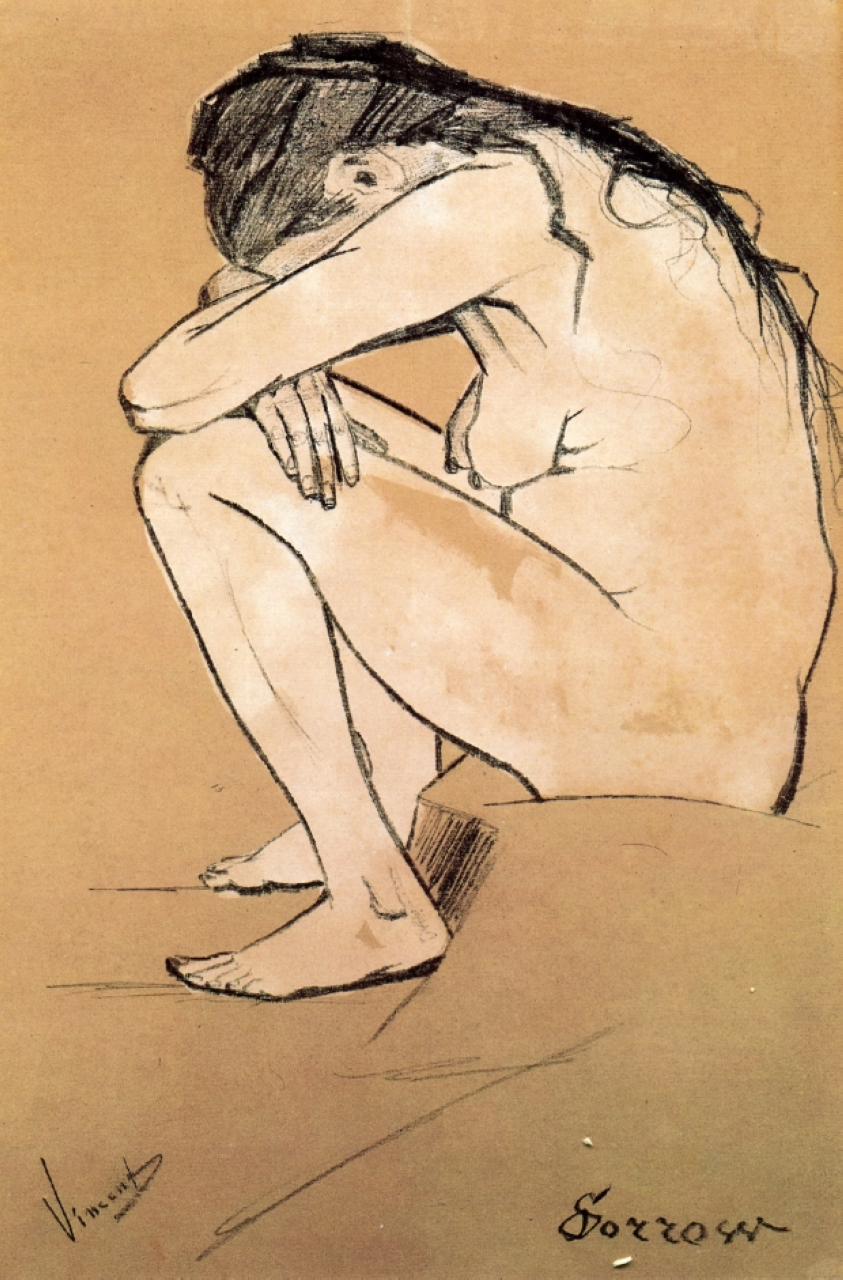
La versió perduda (F929)

## Simbolisme

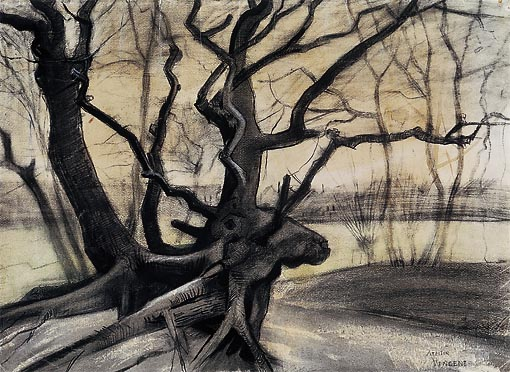
Arrels d'arbre en sòl sorrenc (Les racines)

Dolor fou realitzat en la primavera de 1882, entre la trobada amb Hoornik al gener i el naixement del seu fill al juliol. Aquest fet és esmentat en una carta al germà de Vincent, Theo, datada d'abril de 1882. Aquesta hipòtesi es reforça per la presència de flors petites en el dibuix. Tot i que la sensació que provoca l'obra és de desolació, la presència de flors assenyala la possibilitat de redempció. Van Gogh representa a Sien Hoornik com una dona marcada per la vida, i veu semblances amb els seus dibuixos d'arbres vells devastats per la natura, tals com a Arrels d'arbre en sòl sorrenc (Les racines), d'aquest mateix any. Van Gogh escriu:
| « | Volia expressar alguna cosa sobre la lluita per la vida, tant en aquesta prima i pàl·lida figura femenina como en les arrels negres, tortes i nuoses. | » |

En el dibuix es troba la frase "Comment se fait-il qu'il y ait sur la terre une femme seule?" ("Com pot existir sobre la Terra una dona sola?"), que és una cita de La femme de l'historiador francés Jules Michelet, contemporani de van Gogh. Aquesta frase proveeix una clau per entendre alguns dels tòpics dels primers treballs de van Gogh, i la seva convicció sobre la pobresa com a causa de la prostitució, entre uns altres.

## Versions alternatives

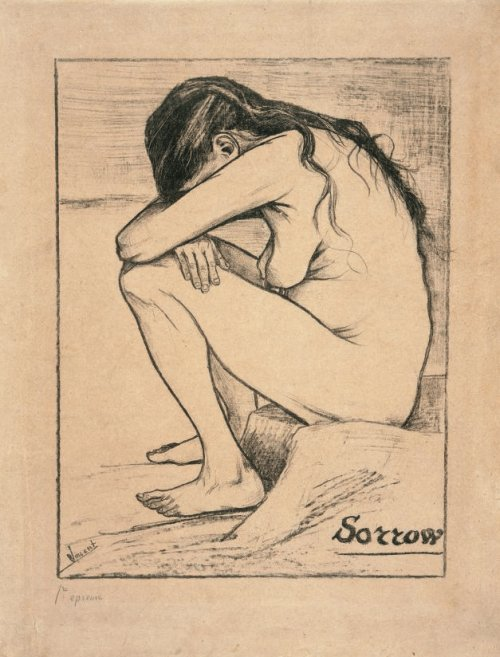
Una impressió (F 1655, JH 259)

Hi ha quatre versions de Dolor, totes de mitjan abril de 1882: el dibuix original i dues versions més que van Gogh feu quan s'adonà que l'original havia quedat premsat entre dos fulls de paper sobre la impressió dels quals pogué treballar. Deu dies després de realitzat el dibuix original, en feu una versió més gran. La versió més gran és esmentada per van Gogh en una carta a Theo amb data de l'1 de maig de 1882.
 

Se'n desconeix on rau aquesta versió alternativa i podria ja no existir en l'actualitat.
Un altre dels dibuixos esmentats enviat al seu germà en una carta del 10 d'abril de 1882 es considera perdut.
Versions impreses de Dolor es troben en la col·lecció del Museu Van Gogh, a Amsterdam (que en té dues còpies), i al Museu d'Art Modern de Nova York.